# Van Eeden (stație de premetrou din Antwerpen)
Van Eeden (în neerlandeză Premetrostation Van Eeden) este o stație a premetroului din Antwerpen, care face parte din rețeaua de tramvai din Antwerpen. Stația a fost inaugurată pe 21 septembrie 1990, odată cu Tunelul Brabotunnel, sub numele de Frederik van Eeden, și este situată sub Piața Frederik van Eeden din cartierul Linkeroever.

## Caracteristici
Van Eeden este singura stație a premetroului localizată pe malul stâng al Scheldei. Este poziționată la capătul Brabotunnelului, la doar câțiva metri de malul râului, și este construită la mare adâncime.
Stația are 65 de metri lungime și este în întregime placată cu cărămidă. Una din intrări este situată lângă stația de autobuz de deasupra.
La nivelul -1 se găsește o sală spațioasă pentru bilete, iar la nivelul -2 se află două peroane poziționate la adâncimi diferite. Conceptul clasic al stațiilor de pe malul drept a fost abandonat aici, deoarece sala de bilete este întreruptă pe circa 50% din suprafață. Acest lucru creează o conexiune vizuală cu peroanele. În sala de bilete se găsește o lucrare în teracotă a lui May Claerhout, în ton cu decorația în colțuri a tavanului. Tunelul și rampa de acces la suprafață în strada Blancefloerlaan au împreună 442 de metri lungime.
Stația asigură alimentarea cu electricitate pentru întreaga rețea de tramvai până la punctul terminus din Linkeroever. Deși stația este echipată cu sisteme de pompare a aerului de mare putere, totuși suferă de acumulări de condens deasupra peroanelor.
Din 1 septembrie 2012, tramvaiul 2 care circula prin stație a fost înlocuit de tramvaiul 9. În total, stația este deservită de tramvaiele liniilor3, 5, 9 și 15.

## Imagini

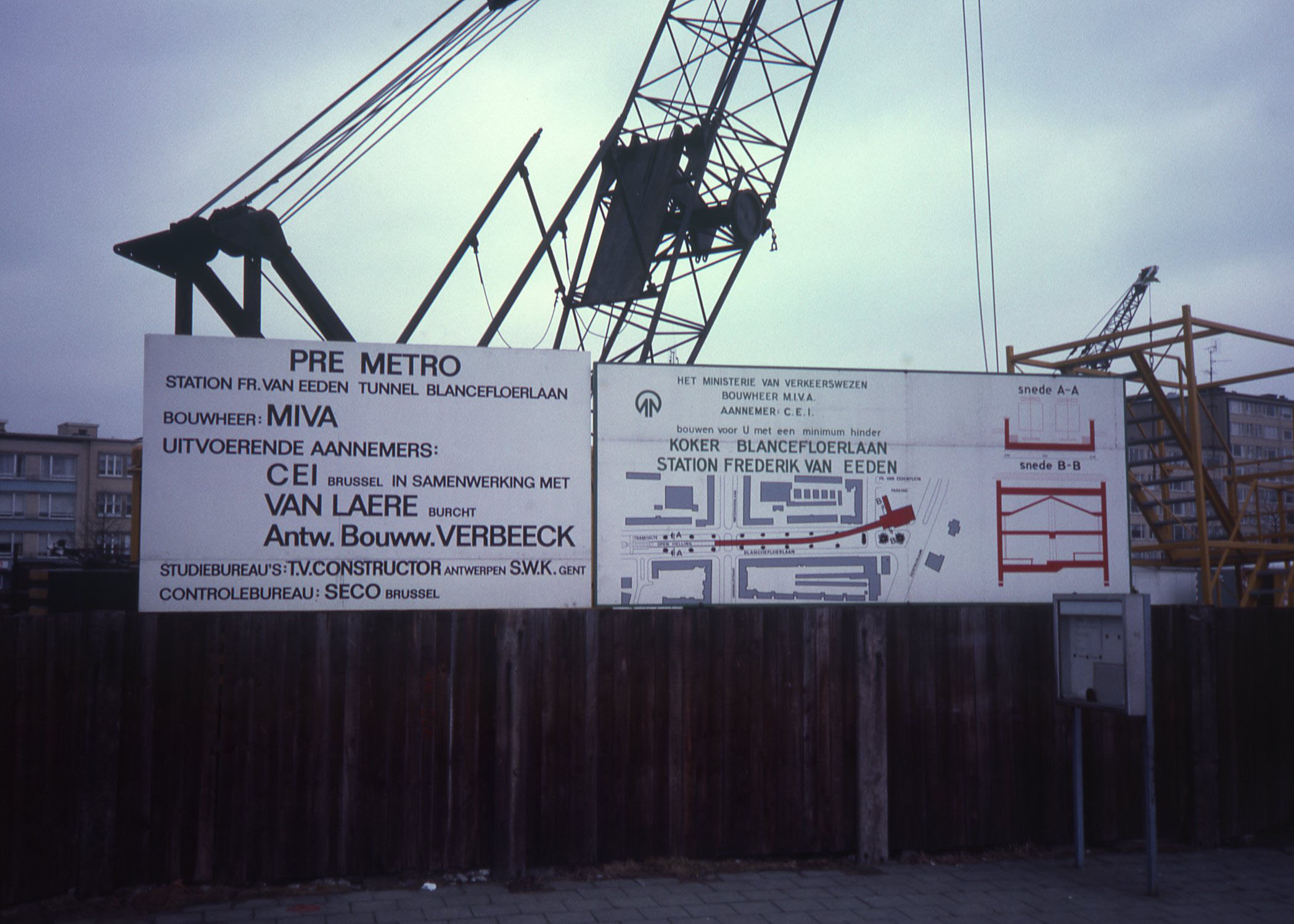
Lucrări la stația Frederik van Eeden, martie 1985.
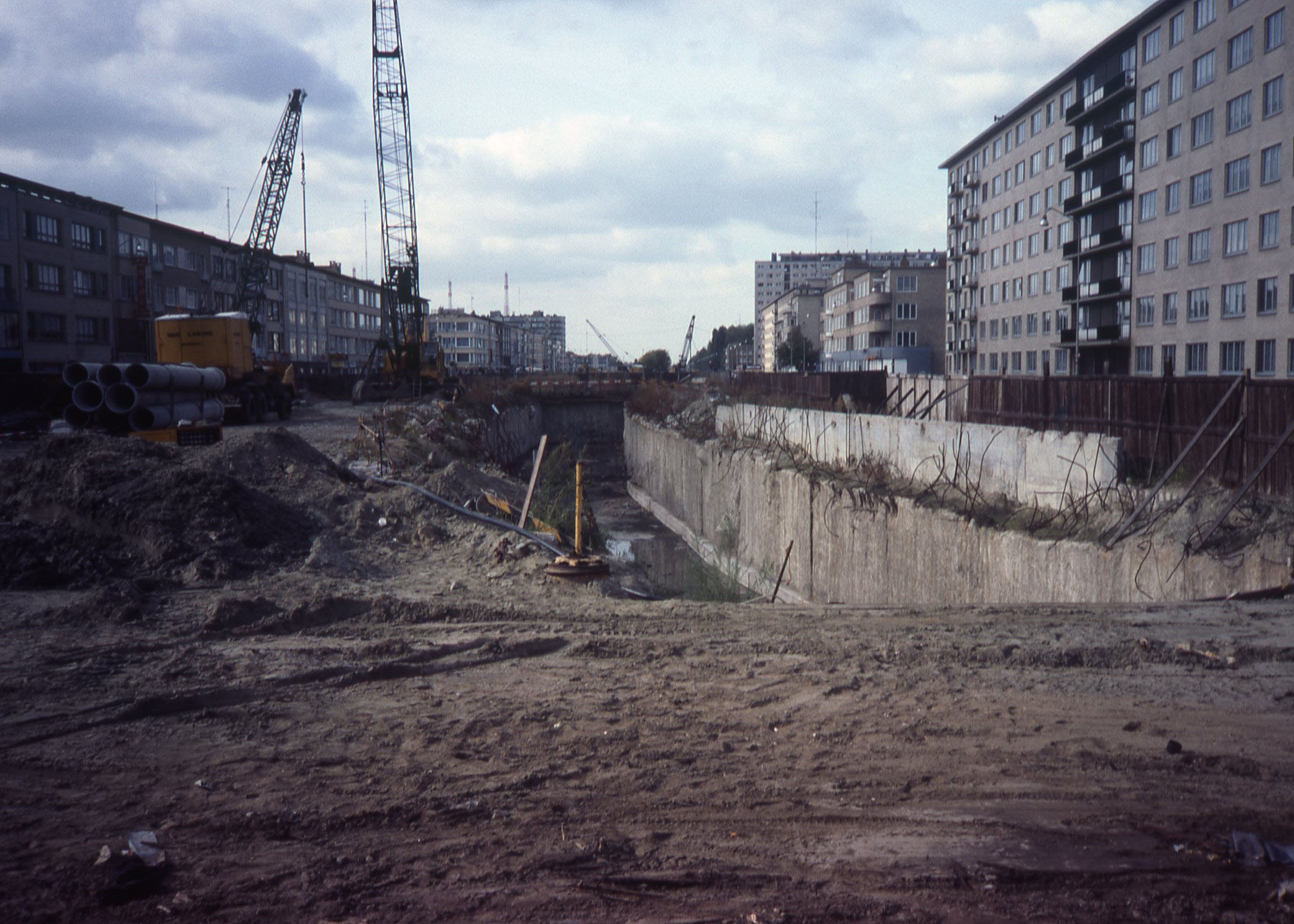
Lucrări la stația Van Eeden și tunelul din Linkeroever, octombrie 1985.
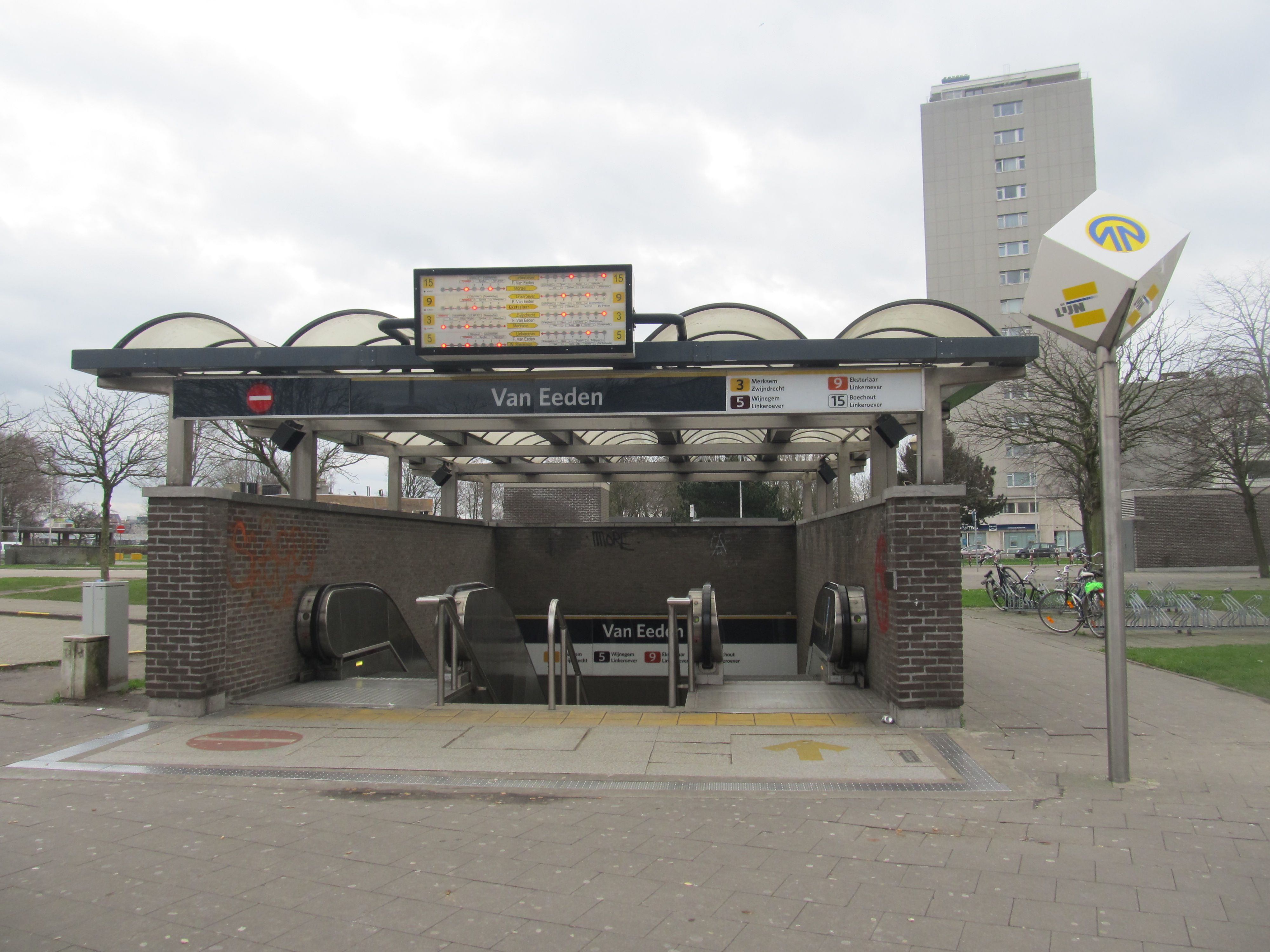
Intrarea în stație.
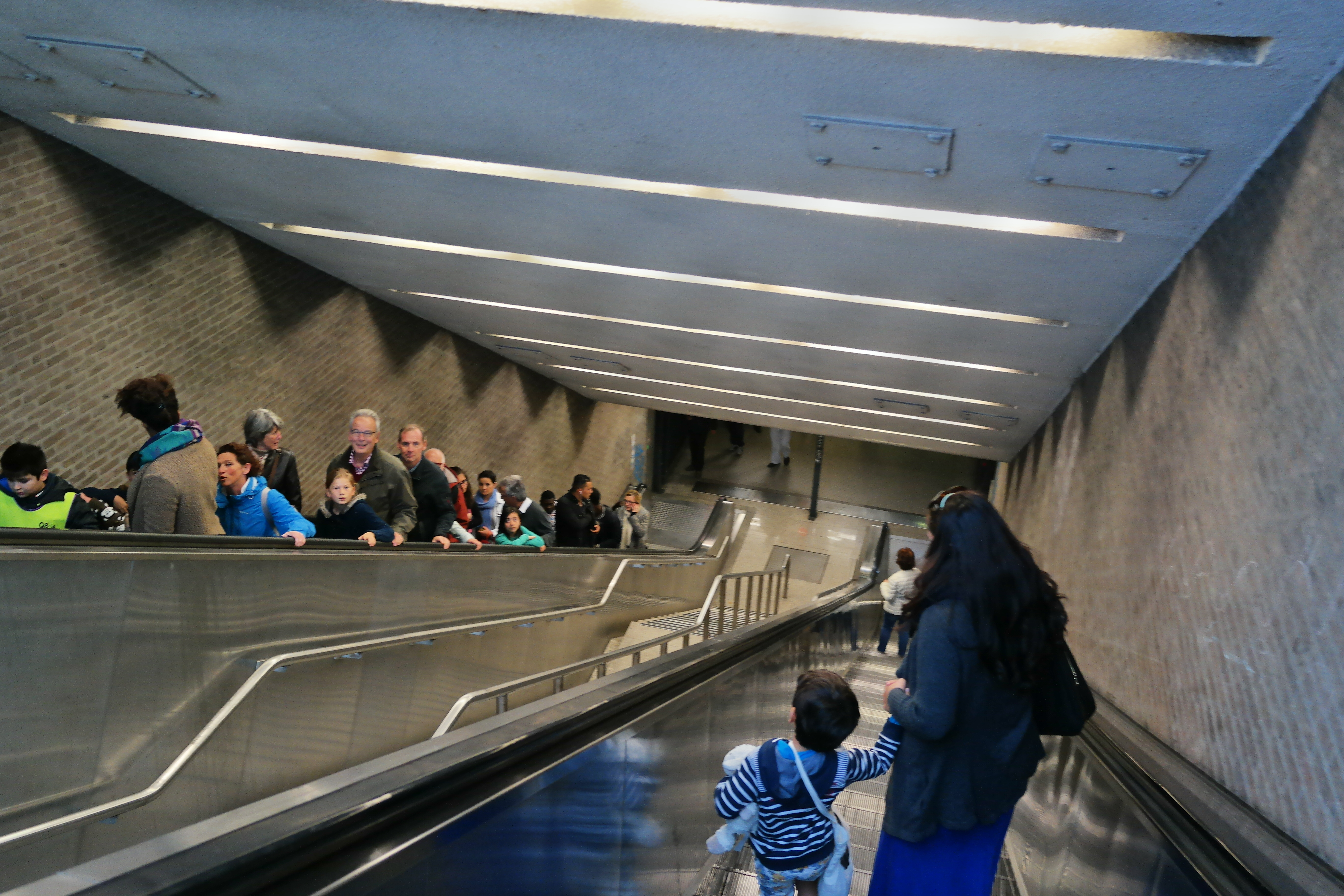
Scări rulante de acces spre peroane.
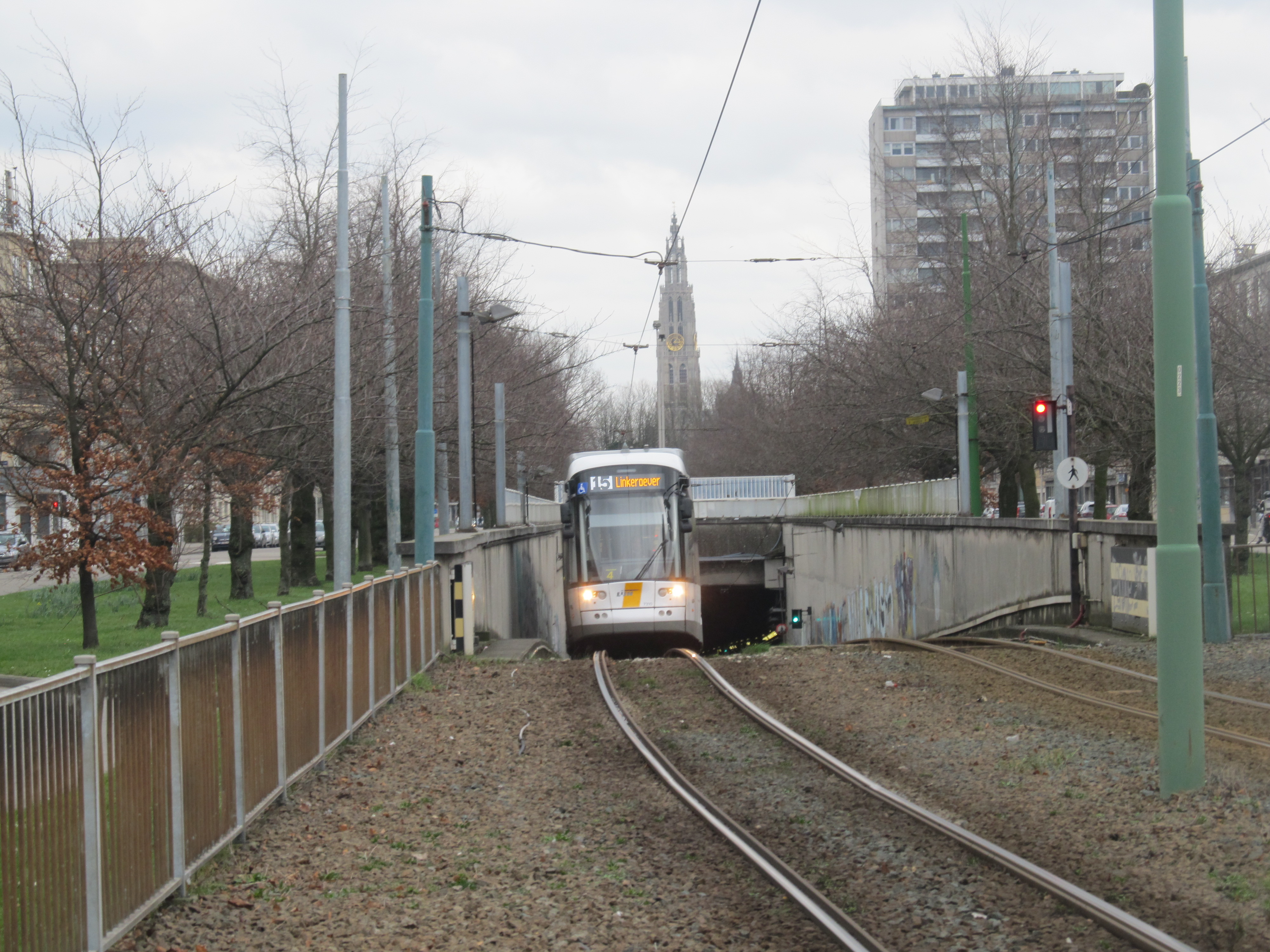
Rampa de acces la suprafață din vecinătatea stației.